# جوليان فريتز
جوليان فريتز (بالفرنسية: Julien Fritz)‏ هو لاعب اتحاد الرغبي فرنسي، ولد في 10 يناير 1990 في Étigny ‏ في فرنسا.